# Château de Saint-Genix
Le château de Saint-Genix est un ancien château, disparu depuis, situé à Saint-Genix-sur-Guiers, dans le département français de la Savoie.

## Géographie
Le château était bâti près de l'église placée entre le château au nord et le prieuré au sud. 

## Histoire

### Origines
Le château est un castrum est mentionné pour la première fois au XIIIe siècle, le 4 janvier 1244. Il s'agit d'une donation de l'ensemble des droits sur le château et de la châtellenie de Saint-Genix par Marguerite de Genève et son fils, le comte Amédée IV, à leur fils et frère, Thomas de Piémont. En 1286, les « castrum et burgum » sont mentionnés dans un arbitrage opposant le comte Amédée V et son frère Louis. Il s'agit d'un château comtal, puisqu'il appartient directement aux Humbertiens, comtes de Savoie, depuis le XIe siècle. Il semble être intégré à l'enceinte qui protégeait le bourg.
Il fut construit aux confins du duché de Savoie pour protéger la principauté féodale des ambitions des seigneur du dauphine et après 1346 du roi de France. Les ducs de Savoie y percevaient des taxes sur les marchandises le long de l'Isère.

### Château des comtes de Savoie
Edouard de Savoie en a fait don à son frère Aymon peu de temps avant son décès le 11 avril 1329.
Dans cette forteresse se déroulaient des conférences, se signaient des accords et transactions, se traitaient des concessions, des monopoles et brillaient des réceptions et nombreux divertissements, c'est sans doute pour cette raison que la cérémonie du mariage d'Humbert "le bâtard" de Savoie et d'Andise d'Arvillard a été célébré à cet endroit.
Le mariage d'Humbert, fils naturel du comte Aymon de Savoie, se déroule au château. Son père, son demi-frère Amédée, alors âgé de 7 ans, sa belle-mère Yolande de Montferrat âgée de 23 ans et toute sa famille, les compagnons d'armes, fidèles lieutenants et chevaliers, le comte de Genève ainsi que de nombreuses personnalités étaient présentes à ce mariage fêté pendant plusieurs jours en présence du châtelain Jean Reynaud, actif secrétaire au service du comte Aymon.
Le contrat de mariage est signé le 28 juin 1341, au château,,, en présence du comte de Savoie Aymon et de la comtesse de Savoie Yolande, plusieurs nobles, tels le comte Amédée III de Genève, Lancelot et Guillaume de Chatillon, Pierre et Jacques de Compeys, Boniface de Cuines, Antelme de Miolans époux de Jeanne d'Arvillard sœur d'Andise, Hugues de Montmayeur fils d'Humbert de Montmayeur qui a épousé une Marguerite d'Arvillard grand-tante d'Andise, ainsi que son oncle Girard de Ternier.

### Disparition du château
Le château a été ruiné à la suite d'évènements, le temps a complètement effacé ses traces.